# Reazione di addizione
In chimica, una reazione di addizione è una reazione organica dove due o più entità molecolari (ad esempio molecole, ioni o radicali) si combinano per formarne una più grande, contenente tutti gli atomi delle entità molecolari di partenza.
Ci sono due tipi di reazioni di addizione polare:
- Addizione elettrofila
- Addizione nucleofila

Altre reazioni di addizione non polare sono:
- Addizione radicalica
- Reazione periciclica

Queste reazioni di addizione si limitano a composti chimici che hanno atomi tra loro connessi con legami multipli:
- Molecole con legame doppio o legame triplo carbonio-carbonio
- Molecole con legami doppi carbonio-alogeno (o ossigeno, zolfo e azoto) come C=O o C=N

Una reazione di addizione è il contrario di una reazione di eliminazione. Una coppia addizione-eliminazione è la reazione di idratazione di un alchene e disidratazione di un alcool.